# Madaveli
Madaveli is een van de bewoonde eilanden van het Gaafu Dhaalu-atol behorende tot de Maldiven.

## Demografie
Madaveli telt (stand juni 2007) 759 vrouwen en 834 mannen.